# Poa nephelophila
Poa nephelophila är en gräsart som beskrevs av Norman Loftus Bor. Poa nephelophila ingår i släktet gröen, och familjen gräs. Inga underarter finns listade i Catalogue of Life.